# Basselinia vestita
Espèce
Statut de conservation UICN

 CR  : 
En danger critique
Basselinia vestita est une espèce de plantes de la famille des Arecacées.